# 1993년 태평양 돌핀스 시즌
1993년 태평양 돌핀스 시즌은 태평양 돌핀스가 KBO 리그에 참가한 6번째 시즌으로, 삼미 슈퍼스타즈, 청보 핀토스 시절까지 합하면 12번째 시즌이다. 정동진 감독이 팀을 이끈 2번째 시즌이며, 팀은 최창호 정명원 박정현 등 주축 투수들이 부상으로 신음한 데다 타격마저 부진해 구단 사상 단일 시즌 최다 패인 82패를 기록하며 승률 3할 1푼에 그치면서 8팀 중 정규시즌 최하위에 머물렀다.

## 타이틀
- 올스타전 추천선수: 김동기
- 희생타: 염경엽 (23)
- 선발 GSC: 안병원 (4월 23일 삼성전, 99)

### 퓨처스리그
- 북부리그 타율: 김선우 (0.342)
- 안타: 김선우 (38)
- 1루타: 김선우 (32)
- 북부리그 상대한 타자 수: 김민범 (336)

## 선수단
- 선발투수 : 최창호, 안병원, 가내영, 나성열, 김홍집, 정명원, 조웅천, 양상문
- 구원투수 : 신상윤, 김민태
- 마무리투수 : 박은진, 노승욱, 양윤기, 신완근, 정민태, 박상범
- 포수 : 이재주, 장광호, 김성준, 김홍기, 김선우
- 1루수 : 김경기
- 2루수 : 김성갑, 손차훈, 황윤성
- 유격수 : 염경엽, 이근엽
- 3루수 : 백성진, 권준헌, 원원근, 유영환
- 좌익수 : 윤덕규, 김갑중
- 중견수 : 이희성, 공의식, 여태구
- 우익수 : 김인호, 정영진, 구윤
- 지명타자 : 김동기, 계기범, 장용대, 장덕영, 주경업, 이경호, 김진규

## 특이 사항
- 이 시즌에는 7위 쌍방울 레이더스와 8위 태평양 돌핀스가 크게 부진한 탓에 다른 팀들의 승률 인플레이션이 크게 나타났다. 당시 6위 롯데 자이언츠의 승률은 무려 0.496이었으며, 태평양과 롯데의 승차(23.5)가 롯데와 1위 해태의 승차(20)보다 컸다.
- 이 시즌 태평양 돌핀스는 팀 출루율 0.290, 팀 장타율 0.299, r/ePA 0.077에 그쳐 세 부문 모두 KBO 사상 최저치를 기록했다.
- 이 시즌 태평양 돌핀스는 해태 타이거즈를 상대로 1승 17패를 기록해 KBO 리그 역대 단일 시즌 특정 팀 상대 최다패 기록을 세웠다.
- 박은진은 구원등판으로만 8패를 기록해 구단 사상 단일 시즌 최다 구원패를 기록했다.
- 양상문은 구단 사상 처음으로 구단 통산 1000이닝을 달성했으며, 이 시즌을 끝으로 은퇴하여 통산 1000이닝 투수 중 KBO 리그 사상 처음으로 보크 없이 은퇴한 투수가 되었다.
- 유영환은 WAR -1.01로 태평양 돌핀스 사상 단일 시즌 최저 WAR 기록을 세웠다.
- 김경기는 이 시즌부터 2000년까지 등번호 0번을 썼는데, 0번을 사용한 사람은 구단 사상 김경기가 유일하다.
- 양윤기는 이 시즌까지 통산 K/BB 7로 KBO 리그 역대 10대 투수 최고 기록을 세웠다.
- 노승욱은 이 시즌 WAR 1.27로 KBO 리그 사상 단일 시즌 규정 이닝을 충족한 10대 투수 중 최저 기록을 세웠다.